# Heinrich Matza
Heinrich Matza (* 23. August 1918 in Wien; † 15. September 2010 ebenda) war ein österreichischer Politiker (ÖVP), der von 1964 bis 1974 als Abgeordneter im Wiener Landtag und Mitglied im Wiener Gemeinderat fungierte. Im Brotberuf war er unter anderem als Mitarbeiter beim Österreichischen Rundfunks (ORF) tätig.

## Leben & Karriere
Heinrich Matza wurde am 23. August 1918 in Wien geboren und war im Brotberuf unter anderem als Mitarbeiter beim Österreichischen Rundfunks (ORF) tätig. Darüber hinaus war er ein langjähriges Mitglied der Österreichischen Volkspartei (ÖVP) und bekleidete für mehrere Jahre das Amt des Bundesgremialobmanns der Handelsagenten. Im Jahre 1964 wurde er aus dem 6. Wiener Gemeindebezirk Mariahilf kommend in den Wiener Gemeinderat und Landtag gewählt, dem er in weiterer Folge von 19. Juni 1964 bis 26. September 1974 über einen Zeitraum von vier Wahlperioden (8. bis 11. Wahlperiode) angehörte. Dabei löste er zu Beginn seiner dortigen Laufbahn des ausscheidenden Franz Bauer ab und wurde selbst zum Ende hin durch Franz Blauensteiner ersetzt. Während seiner aktiven Zeit saß Matza unter anderem auch im Rundfunk-Aufsichtsrat. Am 20. April 1977 wurde dem Kommerzialrat das Goldene Ehrenzeichen für Verdienste um das Land Wien verliehen. Im Jahre 1990 erhielt der lange Jahre im Sozialversicherungsbereich tätige Matza vom Bundespräsidenten das Große Ehrenzeichen für Verdienste um die Republik Österreich verliehen.
Am 15. September 2010 verstarb Matza 92-jährig in seiner Heimatstadt Wien und wurde am 27. September 2010 am Wiener Zentralfriedhof (Gruppe 24, Reihe 4, Nr. 33) beerdigt.